# La señorita de Trevélez
La señorita de Trevélez es una obra de teatro en tres actos, escrita por Carlos Arniches y estrenada en el Teatro Lara de Madrid el 14 de diciembre de 1916.

## Argumento
En una capital de provincia de la España de principios del siglo XX, dos hombres, Numeriano Galán y Pablo Picavea, compiten por seducir a Solita, criada de casa de los Trevélez. Picavea, el cual es socio del Guasa Club, pide ayuda a Tito Guiloya para quitarse de en medio a su rival. Tito decide gastar una broma de mal gusto a Numeriano y remite con firma de este una carta de amor a la señorita Florita Trevélez, una mujer madura, poco atractiva e ingenua y que nunca captó la atención de hombre alguno. 
Florita se ilusiona por primera vez en su vida. Cree haber encontrado la felicidad que hasta ese momento le había sido negada y, ante la satisfacción de su hermano Don Gonzalo, llega incluso a fantasear con la boda.
Numeriano mantiene la ficción por temor a la reacción del sobreprotector Gonzalo. Para enredar aún más la situación, Tito complica a Picavea, el cual finge también un amor apasionado hacia la señorita de Trevélez. La farsa llega al límite cuando Numeriano y Picavea planean un duelo por el amor de su dama. Seguidamente será Gonzalo quien rete a Picavea.
Sin embargo, Picavea llega finalmente a ser consciente del daño que está provocando y confiesa la verdad a Gonzalo, quien termina lamentando las injusticias de la vida.

## Personajes
- Flora de Trevélez: protagonista de la obra, es una mujer que ya no es joven, algo cursi e interesada. Según sus conocidos, es un "esperpento" ajado cuya única amiga es Nilita (Petronila),
- Maruja Peláez: amiga de la familia Trevélez.
- Soledad o Solita: joven y guapa ayuda de cámara de Flora, es objeto de interés por parte de Galán y Picavea.
- Conchita: amiga de la familia Trevélez.
- Numeriano Galán: protagonista de la obra, es objeto de burla por el Guasa-club.
- Don Gonzalo de Trevélez: burgués hermano de Flora, encarna el papel del cabeza de familia. La honra y las habladurías, pero también el dinero, mueven sus actos.
- Don Marcelino Córcoles: amigo de Don Gonzalo
- Tito Guiloya, Pepe Manchón y Torrija: miembros del Guasa–club.
- Pablito Picavea: joven enamoradizo que persigue a Solita.
- Don Arístides: profesor esgrima.
- Peña: padrino de duelo.
- Lacasa: padrino de duelo.
- Menéndez: ordenanza del casino de provincia del acto I.
- Criado: sirviente de la familia Trevélez.
- Quique: amigo de la familia Trevélez.
- Nolo: amigo de la familia Trevélez.

## Representaciones destacadas
- Teatro (1916). Estreno. 
  - Intérpretes: Leocadia Alba, Emilio Thuillier, José Isbert,
- Cine (1935). La señorita de Trévelez, de Edgar Neville.
  - Intérpretes: Antoñita Colomé, Alberto Romea, María Gámez, Edmundo Barbero, Fernando Freyre de Andrade y Nicolás Rodríguez.
- Televisión (25 de julio de 1963). En el espacio Primera fila, de TVE.
  - Intérpretes: Tota Alba, José María Caffarel, Fernando Delgado, José María Escuer, Julio Goróstegui, Roberto Llamas, Magda Maldonado, José María Prada, Ángela Rhu, Valentín Tornos.
- Televisión (17 de abril de 1969). En el espacio Teatro de siempre, de TVE.
  - Intérpretes: Nela Conjiu, Juan Diego, Nicolás Dueñas, Jesús Enguita, José Orjas, José Vivó.
- Televisión (30 de julio de 1971). En el espacio Estudio 1 de TVE. 
  - Intérpretes: Laly Soldevila, Jesús Puente, Valeriano Andrés, Luis Morris, Luis Varela, Víctor Fuentes.
- Teatro (1973).
  - Intérpretes: Laly Soldevila, Luis Prendes, Pedro Civera
- Teatro (1979).
  - Director: José Osuna.
  - Intérpretes: Irene Gutiérrez Caba, Antonio Garisa, Félix Dafauce, Ricardo Alpuente, Miguel Caiceo, Luis Perezagua.
- Televisión (24 de enero de 1984). En el espacio La Comedia de TVE. 
  - Adaptación, dirección y realización: Gabriel Ibáñez.
  - Intérpretes: Alicia Hermida, José Bódalo, Jaime Blanch, Luis Varela, José María Caffarel, Luis Barbero, Fedra Lorente, Marta Puig, Antonio Medina, Carlos Marcet, Carlos Piñeiro, Concha Tejada, Jesús Enguita, Paco Racionero, Paco Sanz, Fernando Tejada, Alberto Cuadrado y Rafael Ramos de Castro.
- Teatro (2008). 
  - Intérpretes: Ana Marzoa, Luis Fernando Alvés, Tomás Gayo, Julio Escalada, Geli Albaladejo, Pedro Miguel Martínez, Mundo Prieto, Balbino Lacosta y Juan del Valle.
- Teatro (2025).
  - Teatro Fernán Gómez. Centro Cultural de la Villa de Madrid.
  - Director: Juan Carlos Pérez de la Fuente.
  - Intérpretes: Daniel Albadalejo, Marta Arteta, Críspulo Cabezas, Daniel Diges, Óscar Hernández, José Ramón Iglesias, Edgar López, Noelia Marlo, Silvia de Pé, Julia Piera, Rodrigo Saénz de Heredia, Natan Segado y Juan de Vera.

### Adaptaciones
En 1956 Juan Antonio Bardem dirigió el drama cinematográfico Calle Mayor, adaptación muy libre del sainete de Arniches. Estuvo protagonizada por Betsy Blair y José Suárez.